# Ischia, Kampanien
Ischia är en ort och kommun på ön Ischia i storstadsregionen Neapel, innan 2015 provinsen Neapel, i regionen Kampanien i Italien. Kommunen hade 20 118 invånare (2017).